# Huracán Gustav (2002)
El huracán Gustav fue un huracán de categoría 2 que azotó la costa oriental de Estados Unidos en septiembre de 2002. Gustav fue la séptima tormenta nombrada y el primer huracán de la temporada de huracanes de 2002. Se formó como una depresión tropical al norte de las Bahamas, pasó justo al este de Carolina del Norte como una tormenta tropical, después se movió hacia el noreste tocando tierra en el Atlántico canadiense dos veces como un huracán de categoría 1. La tormenta fue responsable de una muerte y 100 000 dólares en daños materiales, más que nada en Carolina del Norte. La interacción entre Gustav y un sistema no tropical originó fuertes vientos que causaron 240 000 dólares en pérdidas económicas en Nueva Inglaterra, pero estos daños no se atribuyeron directamente a Gustav.
Gustav pasó la primera parte de su recorrido como una tormenta subtropical y fue la primera tormenta subtropical en ser nombrada según la lista de nombres de su año. Anteriormente, las tormentas subtropicales no eran nombradas.

## Historia

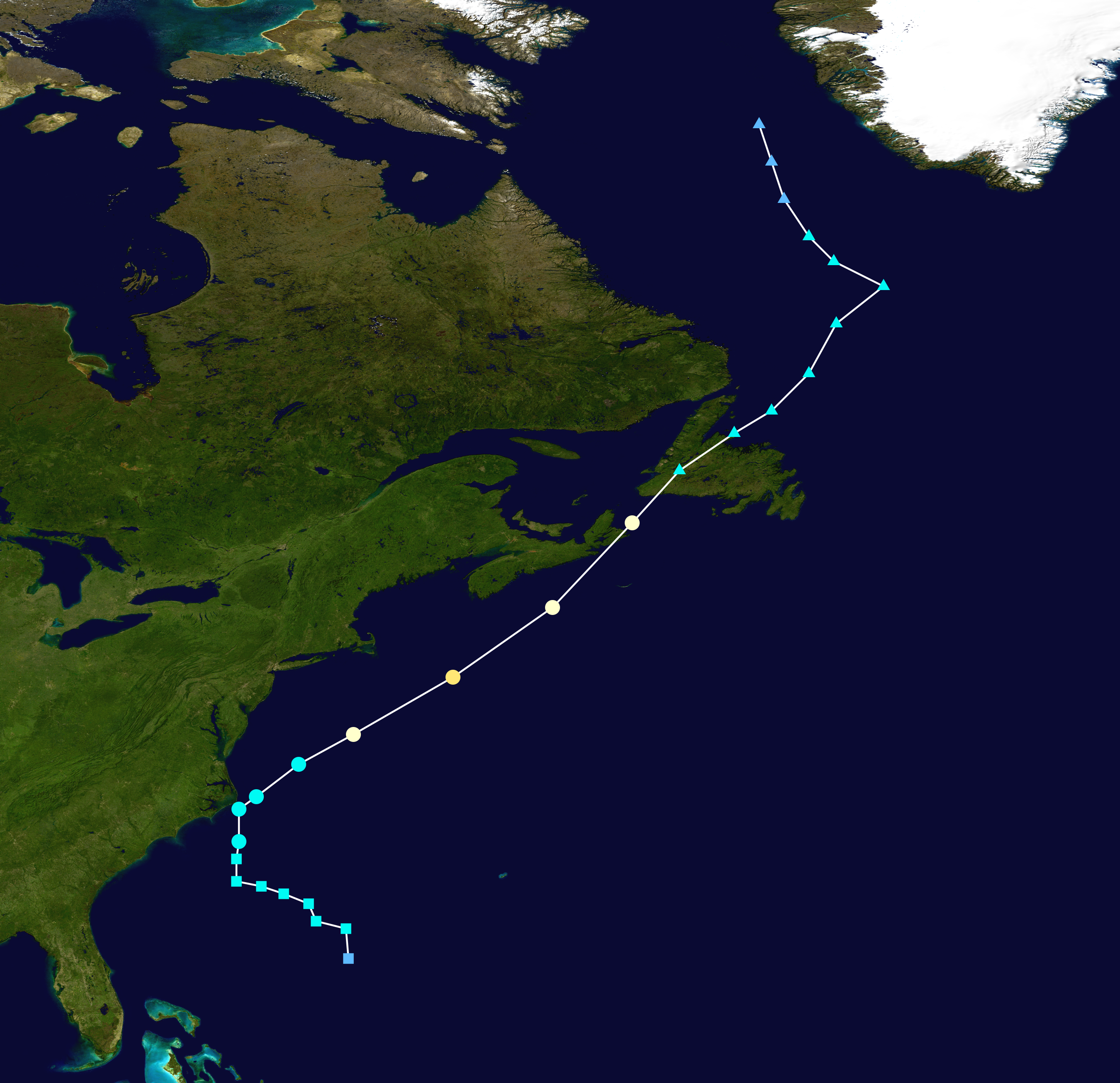
Recorrido del huracán Gustav.

Un área de clima perturbado se desarrolló el 6 de septiembre cerca de Bermudas. El 8 de septiembre esta área ya había alcanzado suficiente convección para ser declarada la Depresión Subtropical 8, para ese momento estaba ubicada cerca del sudeste de Carolina del Norte.
Más tarde ese día los datos de un avión cazahuracanes indicaban que el sistema se había fortalecido a Tormenta Subtropical y entonces se le nombró Gustav.
Gustav se movió erráticamente hacia el oeste-noroeste, dirigiéndose hacia la frontera entre Carolina del Sur y Carolina del Norte mientras se fortalecía lentamente y adquiría más características tropicales. El 10 de septiembre, una banda de vientos pobremente organizados se desarrolló cerca del ojo, y Gustav fue designado tormenta tropical. Después Gustav se trasladó rápidamente hacia el norte, golpeando el cabo Hatteras para después cambiar el rumbo hacia el noreste, alejándose de tierra. El 11 de septiembre, bajo la influencia de un sistema no tropical, Gustav alcanzó su máxima intensidad con vientos de 160 km/h, convirtiéndose en huracán en un proceso similar al del huracán Michael en 2000.
El huracán comenzó a perder características tropicales el 12 de septiembre mientras se dirigía hacia aguas más frías y hacia condiciones atmosféricas más difíciles para su desarrollo. Sin embargo, Gustav se movía rápidamente, golpeando cabo Bretón, Nueva Escocia como un huracán de categoría 1 el 12 de septiembre. Más tarde ese día Gustav tocó tierra por segunda vez, esta vez en Terranova, para después volverse extratropical. Gustav continuó moviéndose hacia el noreste como un centro de baja presión extratropical antes de disiparse por completo sobre el mar de Labrador.

## Preparativos

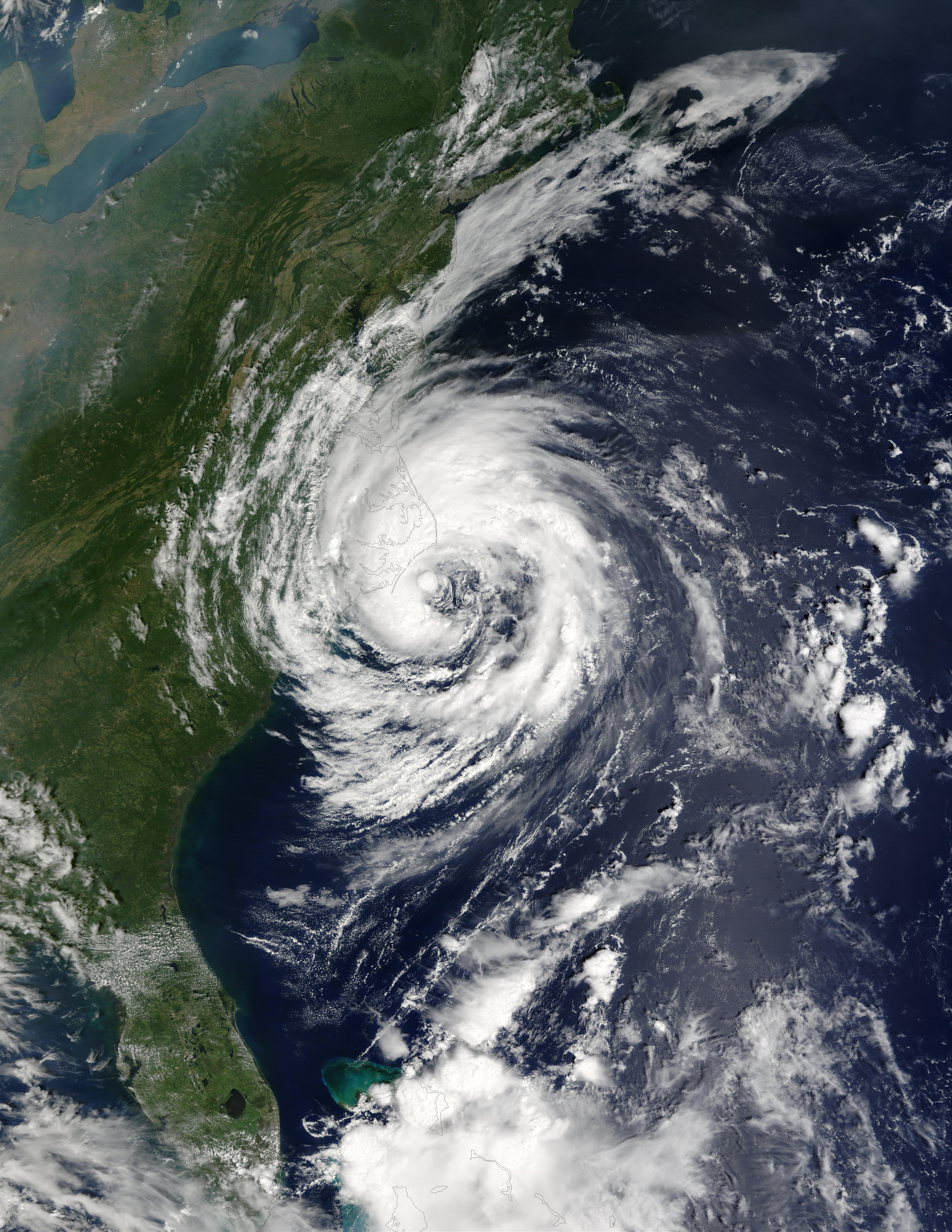
Gustav aproximándose a Tierra.

El 8 de septiembre, el Centro Nacional de Huracanes pronosticó que Gustav se aproximaría a las costas de Carolina del Norte, por lo que emitió una vigilancia de tormenta tropical desde el cabo Fear hasta la frontera entre Carolina del Norte y Virginia. La vigilancia de tormenta tropical fue elevada a alerta de tormenta tropical el día 9 y se emitieron nuevas vigilancias de tormenta desde la frontera entre Carolina del Norte y Virginia hasta New Point Comfort. Las nuevas vigilancias aumentaron a alertas el día 10. Mientras Gustav se movía hacia el noreste y lejos de tierra, las alertas fueron descontinuadas gradualmente. La última alerta fue descontinuada el 11 de septiembre.
Mientras Gustav se acercaba a Canadá, el Centro de Huracanes de Canadá emitió alertas de fuertes lluvias y vientos para el sur de Nuevo Brunswick, la Isla del Príncipe Eduardo, Nueva Escocia y Terranova.

## Impacto

### Carolina del Norte y Virginia
Aunque Gustav pasó al este del cabo Hatteras, algunas áreas de Carolina del Norte y de Virginia sufrieron de fuertes lluvias y vientos. Parte de la costa recibió precipitaciones de 50 a 125 mm y vientos de hasta 80 km/h, la estación de la Guardia Costera en el cabo Hatteras reportó ráfagas de viento de 125 km/h. Gustav produjo olas de 3 a 6 pies en la costa de Carolina del Norte y de 1 a 3 pies en la costa de Virginia. Estas olas, combinadas con los fuertes vientos, causaron inundaciones menores en Ocracoke y en la villa Hatteras, en Carolina del Norte. Una débil tromba azotó el lago Silver cerca de Ocracoke, moviéndose a tierra pero solo causando daños menores en techos. También se registraron apagones esporádicos. Una persona murió mientras surfeaba y 40 fueron rescatadas de las altas mareas. El daño en la región se estima en 100.000 dólares.

### Nueva Jersey

El huracán Gustav el 9 de septiembre.

Aunque el centro de Gustav se mantuvo lejos de la costa, la diferencia en la presión entre él y un centro de alta presión sobre el centro de los Estados Unidos causó fuertes vientos en Nueva Jersey el 11 de septiembre. Las ráfagas de viento eran de 55 a 70 km/h, aunque se registraron en la costa más fuertes aún. Ráfagas de 100 km/h se reportaron en Keansburg. Los fuertes vientos derribaron árboles y líneas de suministro eléctrico, los cuales causaron a las casas y bloquearon calles. Al menos 14.000 hogares quedaron sin energía eléctrica en los condados de Ocean y Burlington. En el pueblo West Windsor, un hombre murió cuando un paredón en el que trabajaba le cayó encima. La otra muerte ocurrió en el pueblo de West Amwell, cuando a unas mujeres mayores les cayó un árbol, matando a una e hiriendo a la otra. En otros sitios se reportaron árboles caídos sobre carros, aunque no se reportaron daños mayores.

### Nueva York y Nueva Inglaterra
La interacción entre Gustav y un sistema no tropical causó fuertes vientos que afectaron la costa de Nueva Inglaterra, el este de Nueva York y Massachusetts. Algunas zonas registraron ráfagas de viento de hasta 90 km/h, alcanzándose el máximo de 108 km/h en Catskill, Nueva York. Ráfagas de hasta 80 km/h se reportaron en áreas de Massachusetts. Los vientos derribaron árboles y líneas de suministro eléctrico, se reportaron carros y edificios dañados por árboles caídos. Cerca de 29.000 hogares se quedaron sin luz en el este de Nueva York, y más de 19.000 en Massachusetts. En total, los vientos causaron pérdidas económicas de 240.000 dólares, pero este daño no se atribuyó directamente a Gustav en el análisis del Centro Nacional de Huracanes.
En la región de Nueva York, se registraron ráfagas máximas de 100 km/h en el Aeropuerto JFK. Los fuertes vientos causaron daños menores en los tejados y obligaron a la policía a acordonar partes de Manhattan, ya que el viento volaba desechos, desde papel hasta latas de soda. Esta basura hirió a cuatro personas, una de ellas de gravedad. Esto interrumpió una ceremonia conmemorativa fe los ataques del 11 de septiembre, aunque el evento continuó como estaba planeado.
Vientos sostenidos de 55 km/h, con ráfagas de hasta 90 km/h, se reportaron en Long Island. El daño en la isla se limitó a árboles y líneas de suministo eléctrico caídas, aunque la Autoridad de Poder de Long Island reportó que 93.000 hogares se quedaron sin luz durante el 11 de septiembre. Una persona murió cuando su embarcación volcó en la Sonda de Long Island.

### Canadá

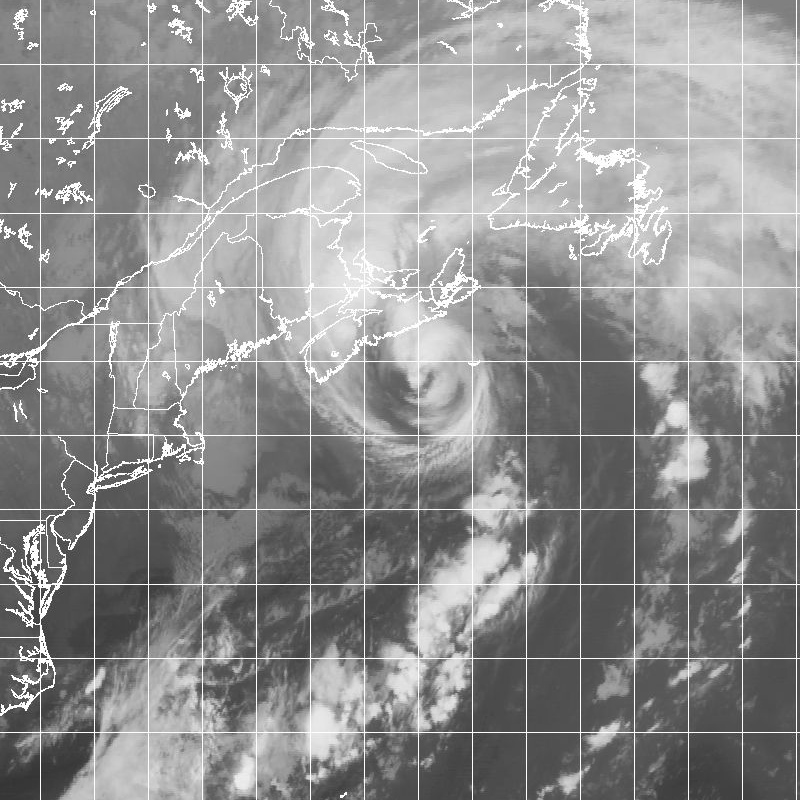
El huracán Gustav antes de tocar tierra en Nueva Escocia.

Aunque Gustav estaba perdiendo características tropicales, azotó la costa de Canadá con fuertes lluvias, vientos huracanados y mareas altas por varios días. Fuertes vientos dañaron muelles en Nueva Escocia, y en la Isla Sable se reportaron vientos de 122 km/h. Ráfagas de 100 km/h se registraron en Terranova durante varios días hasta que Gustav se alejó del área. Precipitaciones de hasta 102 mm se reportaron en Ashdale, Nueva Escocia. Varios lugares establecieron récords de precipitaciones. Se registraron inundaciones en zonas de la Isla del Príncipe Eduardo, y 4.000 personas se quedaron sin luz en Halifax, Nueva Escocia y en Charlottetown, en la Isla del Príncipe Eduardo. Aunque se registraron fuertes vientos y lluvias, no se han comunicado muertes ni daños significantes en Canadá.

## Nomenclatura y récords
Gustav fue la primera tormenta subtropical a la que se le dio un nombre de la lista para tormentas del Centro Nacional de Huracanes. Antes de esa fecha, las tormentas subtropicales no eran nombradas o bien recibían un nombre de otra lista.
Cuando Gustav alcanzó el estatus de huracán el 11 de septiembre, fue el primer huracán de su temporada en formarse, siendo el primer huracán formado más tarde en su temporada desde 1941, cuando el primer huracán de esa temporada se formó el 16 de septiembre.
El nombre Gustav se retiró de la lista después de 2002, dado el daño mínimo que había causado, y se volvió a utilizar en 2008.